# 합천 연호사 신중탱
합천 연호사 신중탱(陜川 煙湖寺 神衆幀)은 대한민국 경상남도 합천군 연호사에 있는 조선시대의 불화이다. 2009년 8월 6일 경상남도의 유형문화재 제488호로 지정되었다.

## 개요
합천 연호사 신중탱은 올의 소격이 많이 벌어져 있는 폭 20.9cm의 비단과 42.4cm의 비단을 꿰매어 만든 비단 바탕 위에 제석천과 권속들을 묘사한 1폭의 탱화이다. 본래 연호사에는 이 제석신중도와 함께 한 쌍으로 그려진 동진보살을 그린 신중탱 1폭이 더 있었지만 지금은 이 신중탱 1폭만 남아있다. 그리고 이 신중탱은 틀의 가장자리 本地들은 절단된 채 화면만 잔존하고 있는 상태이며, 또한 조성연대의 오랜 경과로 색채가 약간 변색되어 있지만 보존상태는 대체로 양호한 편이다.

## 참고 문헌
- 합천 연호사 신중탱 - 국가유산청 국가유산포털